# Politikergedenkstiftung
Eine Politikergedenkstiftung ist in Deutschland eine rechtsfähige, bundesunmittelbare Stiftung des öffentlichen Rechts, die dem Andenken an das Leben und Wirken ehemaliger Reichs- oder Bundespräsidenten sowie Reichs- und Bundeskanzler gewidmet ist.

## Geschichte
1978 wurde mit der Stiftung Bundeskanzler-Adenauer-Haus die erste bundesunmittelbare Gedenkstiftung für einen Politiker in Deutschland gegründet. Dieser folgte im Dezember 1986 die Reichspräsident-Friedrich-Ebert-Gedenkstätte als zweite Stiftung des Bundes. In den 1990er Jahren wurden vom Deutschen Bundestag Gesetze über die Einrichtung von drei weiteren Gedenkstiftungen verabschiedet: die Bundeskanzler-Willy-Brandt-Stiftung, die Stiftung Bundespräsident-Theodor-Heuss-Haus (beide 1994 gegründet) und die Otto-von-Bismarck-Stiftung (1996 gegründet). Seit dem 24. Mai 2011 treten diese Stiftungen gemeinsam unter dem Namen Politikergedenkstiftungen des Bundes in der Öffentlichkeit auf. Anfang 2017 kam als sechste die Bundeskanzler-Helmut-Schmidt-Stiftung hinzu. Zum 9. Juni 2021 wurde die Bundeskanzler-Helmut-Kohl-Stiftung errichtet.

## Aufgaben
Die Politikergedenkstiftungen haben ihren Sitz an Orten, die eng mit dem Leben dieser Persönlichkeiten verbunden sind: Rhöndorf (Konrad Adenauer), Heidelberg (Friedrich Ebert), Stuttgart (Theodor Heuss), Berlin (Willy Brandt und Helmut Kohl), Friedrichsruh (Otto von Bismarck) und Hamburg (Helmut Schmidt). Sie präsentieren Dauerausstellungen, die über das politische Denken und Wirken sowie das historische Erbe dieser Staatsmänner vor dem Hintergrund der jeweiligen geschichtlichen Epoche informieren.
Darüber hinaus bieten die Stiftungen museumspädagogische Angebote, Sonderausstellungen, Seminare, Vorträge, Zeitzeugengespräche und Podiumsdiskussionen an. Sie betreiben eigenständige historische Forschung, führen wissenschaftliche Tagungen durch, geben Publikationen heraus und stellen Archive sowie Fachbibliotheken zur Nutzung bereit.